# Bad Berneck im Fichtelgebirge

Bad Berneck im Fichtelgebirge este un oraș din districtul Bayreuth, regiunea administrativă Franconia Superioară, landul Bavaria, Germania.